# Mad Maestro!
Mad Maestro!, conocido en Japón como Bravo Music (ブラボーミュージック Burabō Myūjikku?) , es un juego de ritmo de música clásica para PlayStation 2 (PS2). Desarrollado por Desert Productions y publicado en Japón por Sony Computer Entertainment (SCEI) y en el resto del mundo por Eidos Interactive bajo su sello "Fresh Games" el 11 de octubre de 2001 en Japón, luego en marzo de 2002 para Norteamérica y Europa. Tomas el rol del director de orquesta Takt, el jugador toca la canción presionando el botón con la presión correcta indicada en la pantalla. El juego contiene una banda sonora compuesta completamente de música clásica de compositores famosos tales como Beethoven, Brahms y Tchaikovsky . El título original del juego era Shake It Bravoes! (シェイク イット ブラボーズ!, Sheiku itto burabōzu! ) .
A pesar de su recepción mixta en Occidente, el juego se vendió bien y recibió críticas positivas en Japón. Esto generó tres secuelas publicadas solo en Japón con dos "expansiones", Bravo Music: Christmas Edition en 2001 y Bravo Music: Chou-Meikyokuban en 2002, y junto a ellos, una secuela adecuada llamada Let's Bravo Music también en 2002.

## Gameplay
Por lo general, los juegos de ritmo se basan en la entrada cronometrada de acuerdo con las señales y el tempo en pantalla. Mad Maestro presenta este estilo de juego, con la capa adicional de sensibilidad a la presión. Utilizando la sensibilidad a la presión con el DualShock 2, el jugador debe dirigir una orquesta tocando los botones correspondientes con diferentes grados de presión. Hay tres niveles de presión; ligero, medio y duro. Al jugar bien y aumentar su puntaje, el jugador puede llegar al Modo Bravo, que se requiere para pasar el escenario. Sin embargo, al tocar 3 o más notas malas, el jugador se ve obligado a entrar en el Modo Diablo, donde su puntaje caerá hasta que toque un ciclo correcto a la perfección. El lanzamiento japonés presentó un periférico Baton opcional.